# Calau de Bradfield
El calau de Bradfield (Lophoceros bradfieldi) és una espècie d'ocell de la família dels buceròtids (Bucerotidae) propi de l'Àfrica Meridional.
És de olor general bru pàl·lid, amb ventre blanc. Les plomes de punta de la cua llarga són blanques. Les femelles són més petites que els mascles i es poden reconèixer per la pell facial turquesa. Els ulls són grocs i el bec vermell. Sembla al calau coronat, però ans al contrari d'aquest no presenta cap casc al bec. Habita zones amb arbres al sud d'Angola, nord de Namíbia, sud-oest de Zàmbia, oest de Zimbabwe i nord de Botswana.
El nom fa honor al naturalista sud-africà R.D. Bradfield.